# Gustaf Lidströmer
Gustaf Fredrik August Lidströmer, född den 10 december 1871 i Stockholm, död där den 10 juli 1944, var en svensk ämbetsman. Han tillhörde ätten Lidströmer och var son till August Lidströmer, sonson till Fredrik August Lidströmer samt bror till Sigrid Lidströmer.
Lidströmer avlade juris utriusque kandidatexamen vid Uppsala universitet 1899. Han blev extra ordinarie notarie i Svea hovrätt och Stockholms rådstugurätt samma år. Lidströmer var tingsbiträde i domsagor och innehade åtskilliga domareförordnanden 1900–1902 samt åtskilliga förordnanden som borgmästare och rådman i Nyköping 1902–1904, var extra ordinarie landskanslist vid länsstyrelsen i Södermanlands län 1903, ordinarie 1904–1906, länsnotarie där 1906–1918, länsassessor 1918–1922 och landssekreterare i Älvsborgs län 1922–1937. Han hade flera allmänna och enkilda förtroendeuppdrag, bland vilka märks att han var tillförordnad sekreterare i drätselkammaren i Nyköping 1903–1906, ordinarie 1906–1909, stadsfullmäktig där 1909–1920 (vice ordförande 1911–1912, ordförande 1913–1916 och 1920), sekreterare hos Södermanlands läns hushållningssällskaps egnahemsnämnd 1904–1906, ombudsman i Södermanlands enskilda bank 1905–1913 och styrelsens sekreterare 1913–1922. Lidströmer publicerade Bidrag till tolkningen av fattigvårdskonventionen med Danmark och Norge (1915), Processförutsättningar och preskriptionsbestämmelser enligt fattigvårdslagen (1922) med flera tidskriftsuppsatser. Han blev riddare av Vasaorden 1922 och av Nordstjärneorden 1927 samt kommendör av andra klassen av sistnämnda orden 1937.